# Komparu Zenchiku
Komparu Zenchiku est un nom japonais traditionnel ; le nom de famille (ou le nom d'école), Komparu, précède donc le prénom (ou le nom d'artiste).
Komparu Zenchiku (金春 禅竹, b. Shichirō Ujinobu (七郎 氏信), 1405-1468, 1470 ou 1471) est un talentueux acteur nō, directeur de troupe et dramaturge japonais du  XVe siècle. Ses pièces sont particulièrement caractérisées par un style complexe, allusif et subtil hérité de Zeami qui associe le yūgen avec des influences du bouddhisme zen (son maître zen est Ikkyū) et Kegon. Les acteurs doivent œuvrer dans le sens d'une représentation inconsciente par laquelle ils entrent dans le « cercle du vide »; un tel état d'être est le plus haut niveau de réalisation artistique ou religieuse.
Il réside, travaille et meurt dans la région de Nara. Il est formé par Zeami et son fils, Motomasa (mort en 1432), et finit par épouser une fille de Zeami. À un certain moment, il prend le nom d'artiste Komparu Ujinobu et enfin Komparu Zenchiku. En 1443, il devient le chef de la troupe d'acteurs Kanze et donc le deuxième successeur de Zeami Motokiyo. Zeami transmet ses enseignements secrets à Zenchiku. Ce refus de transmettre à ses descendants de sang suscite également un clivage entre l'école Komparu et le Kanze. Le petit-fils de Zenchiku est Komparu Zempō et ses descendants continueront à diriger l'école Komparu de nō.

## Ouvrages

### Écrits théoriques
- Rokurin ichiro no ki (« Récit de six anneaux et d'une épée »; 六輪一露之記)[6].
- 歌舞髄脳記
- Go'on Sangyoku Shū (« Recueill de commentaires sur les cinq tons [sentiment] et les trois modes de représentation [utilisés pour les créer] »; 五音三曲集)[7].
- 明宿集
- 至道要抄

### Pièces nō
- Bashō (« Le platane »; 芭蕉)
- Eguchi (江口; parfois attribué à Kan'ami et révisé par Zeami, ou Ikkyu)
- Kakitsubata (« L'Iris »; 杜若; peut-être de Zeami)
- Kogō (« Dame Kogō »; 小督)
- Matsumushi (« Le Grillon du pin »; 松虫)
- Mekari (和布刈)
- Oshio (小塩)
- Saoyama (佐保山; Zenchiku?)
- Seiōbo (« Reine Mère de l'Occident »; 西王母)
- Senju (千手 ou 千寿)
- Shironushi (代主)
- Shōkun (auteur très incertain; diversement attribuée à Zenchiku, Zeami ou aucun[8])
- Shōki (鍾馗)
- Shunkan ou Kikaigashima (俊寛 or 鬼界島)
- Tamakazura (« Le chapelet de bijoux »; 玉葛 ou 玉鬘)
- Tatsuta (龍田 ou 竜田)
- Teika (定家; à propos d'une rumeur de liaison entre Fujiwara no Teika et Shikishi Naishinnō)
- Ugetsu (« La pluie et la Lune »; 雨月)
- Yang Kuei-fei, Yokihi, ou Yōkihi (楊貴妃)

## Source de la traduction
- (en) Cet article est partiellement ou en totalité issu de l’article de Wikipédia en anglais intitulé « Komparu Zenchiku » (voir la liste des auteurs).